# オルシヴァル
オルシヴァル （Orcival）は、フランス、オーヴェルニュ＝ローヌ＝アルプ地域圏、ピュイ＝ド＝ドーム県のコミューン。

## 地理
シェーヌ・デ・ピュイの南側、シウロ川の美しい谷に囲まれ、オルシヴァルは安山岩やスレートで作られた住宅が並ぶ魅力的な山村である。しかし、特筆すべきはモン・ドールの真珠ともいうべき、ロマネスク様式のバシリカである。
2015年3月まで、コミューンはロシュフォール・モンターニュ小郡に属した。県による小郡再編により、オルシーヌ小郡に含まれた。

## 歴史

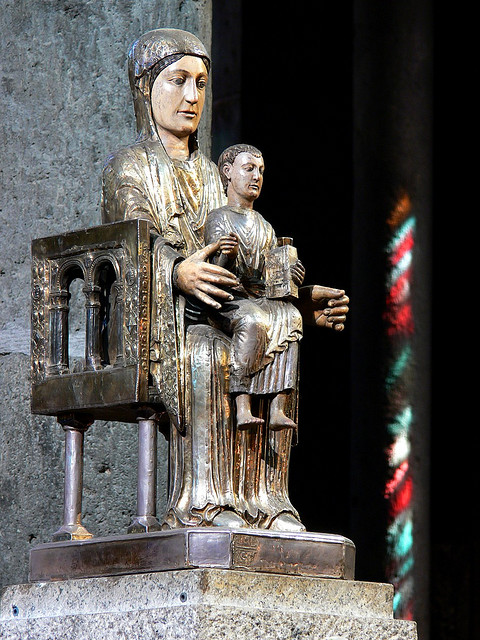
ノートルダムの聖母子像

オルシヴァルの土地は、伯爵たちが所有し、その後1243年までオーヴェルニュのドーファン家が所有した。
11世紀、村の東側にある教会に、聖母マリアの彫像が安置され、非常に崇敬を集めていた。伝説によれば、彫像は使徒ルカによって彫られたと主張している。一方、現在のバシリカは、巡礼の成功によって建設されたと推測されている。ノートルダム・ドルシヴァル教会は彫像の新たな家となった。彫像は教会の聖域内に保管され、毎年の被昇天の木曜日に行われる巡礼の崇敬の対象となっている。被昇天の日前夜には、地域じゅうから夜に集まってきた巡礼たちが、松明を手にして真夜中のミサに出席する。
時に聖母像は、囚人へのとりなしを行ったため『鉄の聖母』（Notre Dame des fers）とも呼ばれた。
身廊の南側壁には鉄の玉や鎖が吊り下げられている。これらは、オルシヴァルの聖母に祈った後釈放された元囚人たちが奉納したものである。

## 人口統計
| 1962年 | 1968年 | 1975年 | 1982年 | 1990年 | 1999年 | 2006年 | 2012年 |
| ------ | ------ | ------ | ------ | ------ | ------ | ------ | ------ |
| 373    | 342    | 344    | 343    | 283    | 244    | 255    | 234    |

source=1999年までLdh/EHESS/Cassini、2004年以降INSEE

## 史跡

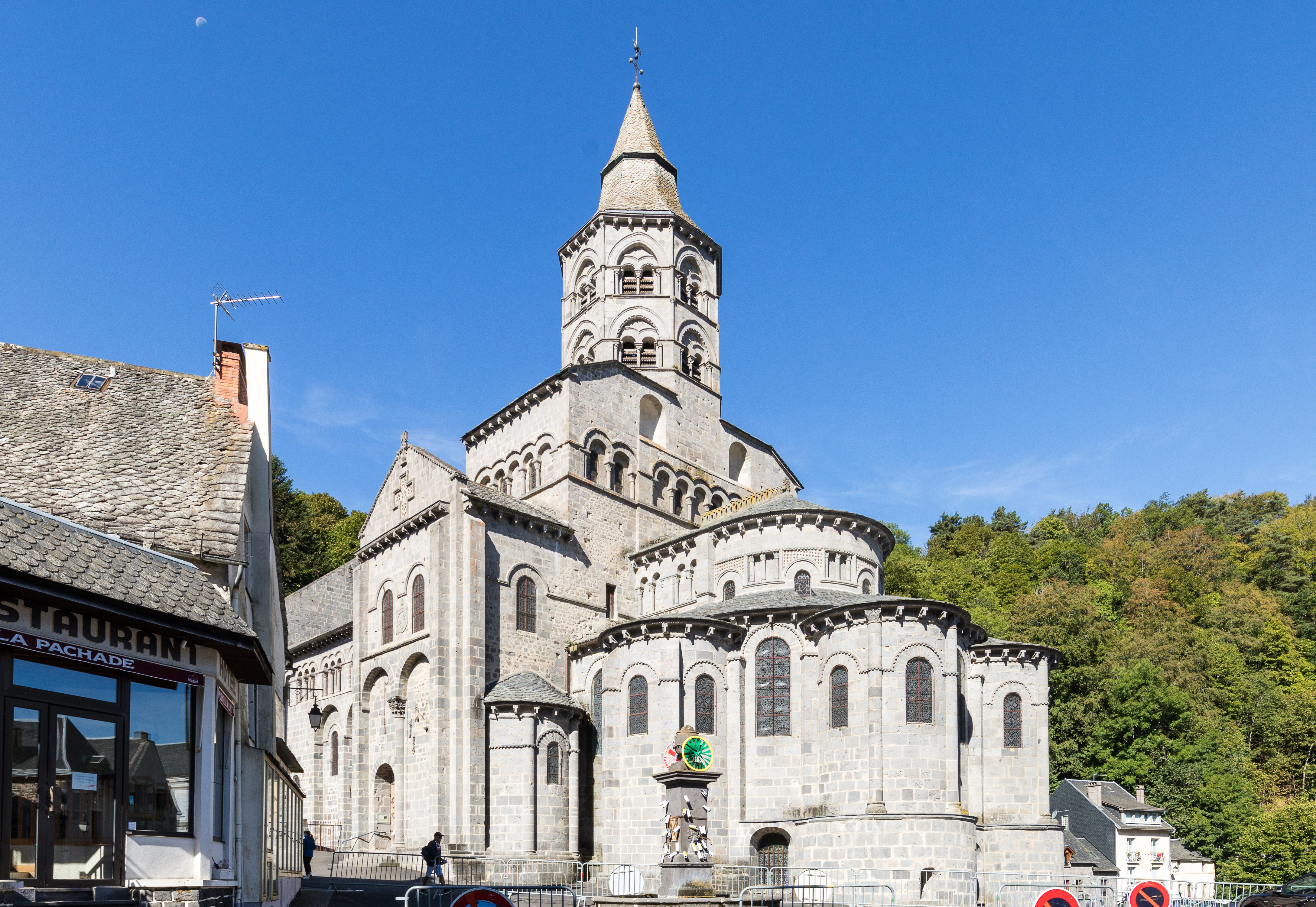
シュヴェ

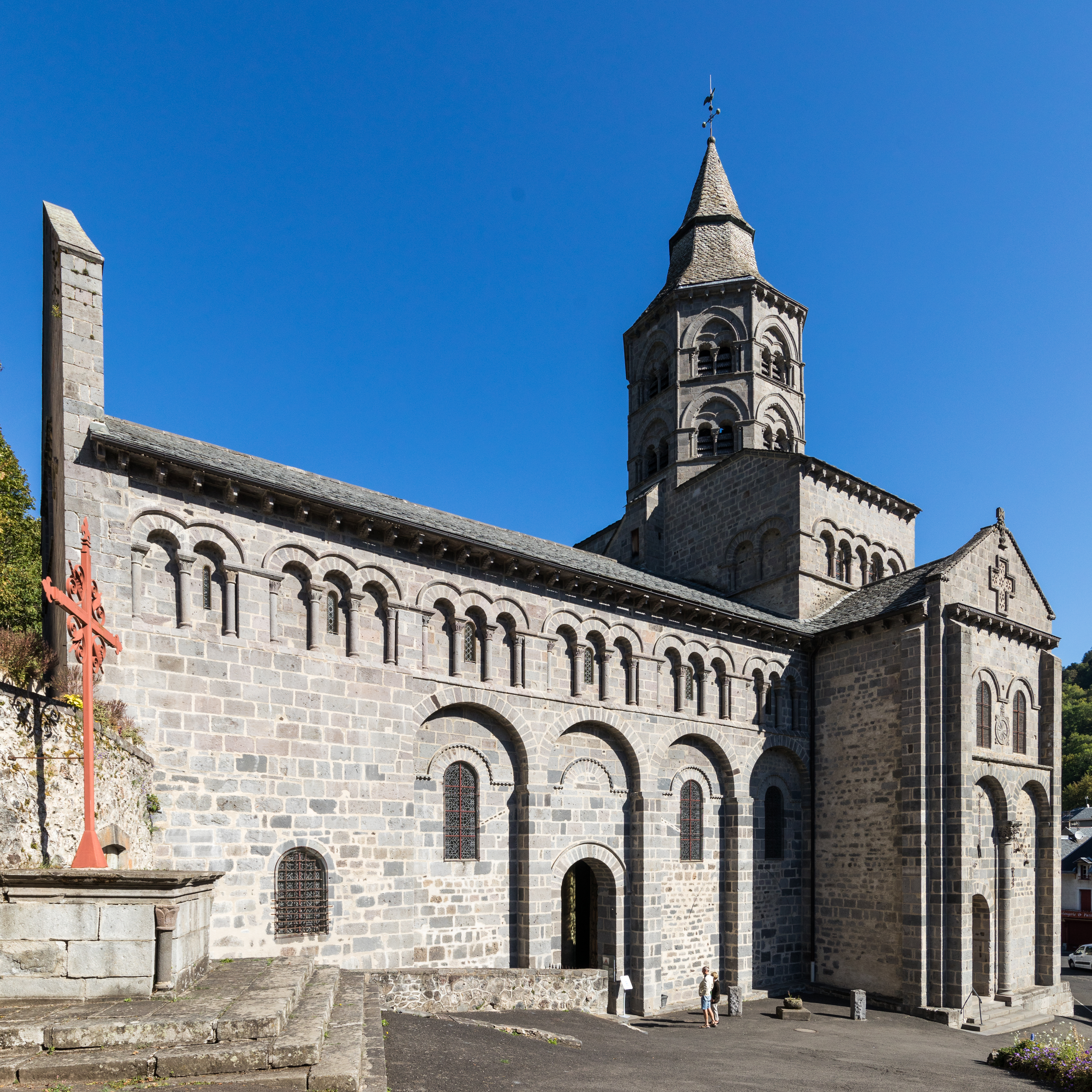
バジリク・ノートルダム

- バジリク・ノートルダム - クレルモン＝フェランのノートルダム・デュ・ポール教会、イソワールのサントステルモワーヌ教会、サン＝ネクテールの教会、サン＝サテュルナンのノートルダム教会、ブリウドのサン・ジュリアン教会と並ぶ、オーヴェルニュにおけるロマネスク芸術の至宝の一つ。1840年より歴史文化財指定されている[6]。このロマネスク様式の教会は、1894年にローマ教皇レオ13世によってバシリカの地位に昇格した。12世紀初頭、この教会はラ・シェーズ＝デューの修道士たちによって建てられ、オーヴェルニュ伯ギヨーム7世が資金提供をした。1166年に建物は完成した。我々が建物の均一性を考えると、教会はおそらく単一の一定期間の組織的活動で建てられている。オルシヴァルのバシリカの建築上と装飾上の特徴は、低オーヴェルニュ地方の他の名だたる教会と同等である。シュヴェは優雅な姿であり、明らかに階層的である。またその古風な地下礼拝堂は、クレルモンのノートルダム・ド・ラソンプション大聖堂に触発されている。身廊は豪華に装飾された柱頭を持つ。オルシヴァルのバシリカは、建てられた当時の鐘楼を持つ、オーヴェルニュに少ない教会の1つである。